# Jesús Aguilar
Jesús Alexander Aguilar (né le 30 juin 1990 à Maracay, Aragua, Venezuela) est un joueur de premier but des Saitama Seibu Lions de la Ligue professionnelle japonaise de baseball.

## Carrière
Jesús Aguilar signe son premier contrat professionnel en 2007 avec les Indians de Cleveland. En 2012, il est sélectionné pour représenter les Indians au match des étoiles du futur à Kansas City. Après avoir gradué durant l'été 2012 au niveau Double-A des ligues mineures, il y passe toute la saison 2013 et établit le record des Aeros d'Akron, le club-école des Indians pour lequel il évolue, avec 105 points produits.
Aguilar fait ses débuts dans le baseball majeur avec Cleveland le 15 mai 2014.